# Richard Berry (actor)
Richard Berry (nacido el 31 de julio de 1950 en París, Francia) es un actor francés, director de cine y guionista. Ha aparecido en cien películas desde 1972. Protagonizó Le joueur de violon que se presentó en el Festival de Cannes de 1994.
Estudió en el Lycée Janson de Sailly. 
En 2016 protagonizó la serie de telefilmes Lanester, emitida en la cadena de televisión por suscripción Eurochannel en 2016. 

## Filmografía destacada
- Mon premier amour (1978)
- La Balance (1982)
- Une chambre en ville (1982)
- La Garce (1984)
- Lune de miel (1985)
- A Man and a Woman: 20 Years Later (1986)
- Migrations (1988)
- L'entraînement du champion avant la course (1991)
- Shadows of the Past (1991)
- Le Grand Pardon 2 (1992)
- 588 rue paradis (1992)
- Le Petit prince a dit (1992)
- Le joueur de violon (1994)
- L'Appât (1995)
- Pédale douce (1996)
- Quasimodo d'El Paris (1999)
- Les gens qui s'aiment (1999)
- 15 August (2001)
- Ah! si j'étais riche (2002)
- Tais-toi ! (2003)
- La Boîte noire (2005, director)
- L'emmerdeur (2008)
- L'Immortel (2010, director)